# سلادكوفيتسوفو
سلادكوفيتسوفو (بالإنجليزية: Sládkovičovo)‏ هي بلدة و municipality of Slovakia تقع في سلوفاكيا في Galanta District.[بحاجة لمصدر] يقدر عدد سكانها بـ 5,677 نسمة .